# Чорноморске
Чорноморске (на украински: Чорноморське) е селище от градски тип в Южна Украйна, Одески район на Одеска област. Населението му е около 5978 души.